# Friends (3.ª temporada)
A terceira temporada de Friends, uma série de comédia de situação americana criada por David Crane e Marta Kauffman, estreou na National Broadcasting Company (NBC) em 19 de setembro de 1996 com o episódio "The One with the Princess Leia Fantasy". A série foi produzida pela Bright, Kauffman, Crane Productions em associação com a Warner Bros. Television. A temporada teve 25 episódios e foi concluída com "The One at the Beach" em 15 de maio de 1997.

## Elenco
| - Jennifer Aniston como Rachel Green - Courteney Cox como Monica Geller - Lisa Kudrow como Phoebe Buffay - Matt LeBlanc como Joey Tribbiani - Matthew Perry como Chandler Bing - David Schwimmer como Ross Geller | - Maggie Wheeler como Janice Hosenstein - Jon Favreau como Pete Becker - Steven Eckholdt como Mark Robinson - Angela Featherstone como Chloe - Giovanni Ribisi como Frank Buffay, Jr. - Dina Meyer como Kate Miller - James Michael Tyler como Gunther - Teri Garr como Phoebe Abbott - Jennifer Milmore como Lauren | - Tom Selleck como Richard Burke - June Gable como Estelle Leonard - David Arquette como Malcolm - Christine Taylor como Bonnie - Larry Hankin como Mr. Heckles - Isabella Rossellini como ela mesma - Robin Williams como Tomas - Elizabeth Daily como Leslie - Sherilyn Fenn como Ginger - Billy Crystal como Tim - Ben Stiller como Tommy - Matt Battaglia como Vince - Robert Gant como Jason - Suzanna Voltaire como Margha - Sam McMurray como Doug |

## Episódios
| N.º na série | N.º na temp. | Título original (Título em português)                                                              | Dirigido por    | Escrito por                                                                                       | Exibição original       | Cód. de produção | Audiência nos EUA (milhões) |
| --- | ------------ | -------------------------------------------------------------------------------------------------- | --------------- | ------------------------------------------------------------------------------------------------- | ----------------------- | ---------------- | --------------------------- |
| 49 | 1            | "The One with the Princess Leia Fantasy" "Aquele da Fantasia da Princesa Leia"                     | Gail Mancuso    | Michael Curtis e Gregory S. Malins                                                                | 19 de setembro de 1996  | 465251           | 26,8                        |
| Monica ainda sofre com o termino do namoro com Richard. Joey não suporta que Janice namore Chandler. Ross gostaria que Rachel se fantasiasse de princesa Leia. Joey leva Janice ao jogo para agradar Chandler, mas não dá certo.                                                                       |              | |                 |                                                                                                   |                         |                  |                             |
| 50 | 2            | "The One Where No One's Ready" "Aquele em que Ninguém Está Pronto"                                 | Gail Mancuso    | Ira Ungerleider                                                                                   | 26 de setembro de 1996  | 465252           | 26,7                        |
| Ross esta ansioso com o jantar do museu. Chandler e Joey começa um briga por causa da poltrona. Phoebe e Ross são os únicos prontos. Rachel decide ainda o que usar. Monica invade a secretaria eletrônica de Richard.                                                                                 |              | |                 |                                                                                                   |                         |                  |                             |
| 51 | 3            | "The One with the Jam" "Aquele com a Geleia"                                                       | Kevin S. Bright | Wil Calhoun                                                                                       | 3 de outubro de 1996    | 465253           | 25,2                        |
| Joey machuca o braço quando pulava a cama. Monica descobre uma maneira de esquecer Richard, fazendo geleia. Um cara misterioso, Malcom (David Arquette) aparece e confunde Phoebe com a sua irmã gêmea Ursula. Chandler tenta achar uma maneira de dormir em paz com Janice.                           |              | |                 |                                                                                                   |                         |                  |                             |
| 52 | 4            | "The One with the Metaphorical Tunnel" "Aquele do Túnel Metafórico"                                | Steve Zuckerman | Alexa Junge                                                                                       | 10 de outubro de 1996   | 465254           | 26,1                        |
| Phoebe se tornar agente de Joey. Ross se preocupa com a criação de seu filho Ben. Chandler assusta Janice com a proposta de morarem juntos. Monica consegue um emprego. |              | |                 |                                                                                                   |                         |                  |                             |
| 53 | 5            | "The One with Frank Jr." "Aquele do Frank Jr."                                                     | Steve Zuckerman | Shana Goldberg-Meehan e Scott Silveri                                                             | 17 de outubro de 1996   | 465255           | 23,3                        |
| Joey começa a fazer um armário novo. Frank chega para visitar sua irma Phoebe. Ross, Chandler e Rachel se preocupa em fazer uma lista, lista de qual celebridades eles dormiriam. Participação especial de Isabella Rosselline.                                                                        |              | |                 |                                                                                                   |                         |                  |                             |
| 54 | 6            | "The One with the Flashback" "Aquele do Flashback"                                                 | Peter Bonerz    | David Crane e Marta Kauffman                                                                      | 31 de outubro de 1996   | 465256           | 23,3                        |
| Phoebe tenta achar uma maneira de dizer a Monica que esta se mudando. Todos começam a relembrar o passado, onde no começo Joey e Monica se atraiam. Chandler gostou da Rachel. Phoebe e Ross deram uns amassos no passado.                                                                             |              | |                 |                                                                                                   |                         |                  |                             |
| 55 | 7            | "The One with the Race Car Bed" "Aquele com a Cama de Carro de Corrida"                            | Gail Mancuso    | Seth Kurland                                                                                      | 7 de novembro de 1996   | 465257           | 27,4                        |
| Joey começa a dar aula de teatro. Phoebe recebe uma encomenda errada por Monica. Rachel convence Ross a ir jantar com seu pai. |              | |                 |                                                                                                   |                         |                  |                             |
| 56 | 8            | "The One with the Giant Poking Device" "Aquele com o Instrumento para Cutucar"                     | Gail Mancuso    | Adam Chase                                                                                        | 14 de novembro de 1996  | 465258           | 28,7                        |
| A superstição não deixa Phoebe ir ao dentista. Monica bate acidentalmente a cabeça de Ben. Joey ve Janice beijando seu ex-marido. Chandler termina com Janice. |              | |                 |                                                                                                   |                         |                  |                             |
| 57 | 9            | "The One with the Football" "Aquele do Futebol Americano"                                          | Kevin S. Bright | Ira Ungerleider                                                                                   | 21 de novembro de 1996  | 465259           | 29,3                        |
| O Dia de Ação de Graças se transforma em uma "guerra" quando os amigos decidem jogar uma partida de futebol americano. |              | |                 |                                                                                                   |                         |                  |                             |
| 58 | 10           | "The One Where Rachel Quits" "Aquele em que Rachel Pede as Contas"                                 | Terry Hughes    | Gregory S. Malins e Michael Curtis                                                                | 12 de dezembro de 1996  | 465260           | 25,1                        |
| Ross acidentalmente quebra a perna de uma garota que estava vendendo cookies para arrecadar fundos para o acampamento espacial. Rachel larga seu emprego no Central Perk. |              | |                 |                                                                                                   |                         |                  |                             |
| 59 | 11           | "The One Where Chandler Can't Remember Which Sister" "Aquele em que Chandler Não Lembra Qual Irmã" | Terry Hughes    | Alexa Junge                                                                                       | 9 de janeiro de 1997    | 465261           | 29,8                        |
| Tanto Monica quanto Rachel não gostam de seus novos empregos. Chandler bebe demais na festa de aniversário de Joey e acaba beijando uma de suas irmãs. Phoebe dorme com o vizinho barulhento de Monica.                                                                                                |              | |                 |                                                                                                   |                         |                  |                             |
| 60 | 12           | "The One with All the Jealousy" "Aquele com Todo o Ciúme"                                          | Robby Benson    | Doty Abrams                                                                                       | 16 de janeiro de 1997   | 465262           | 29,6                        |
| É o primeiro dia de Rachel na Bloomingdale's, e ela sai para almoçar com Mark, o que deixa Ross enciumado. Monica sai com o "poeta" da lanchonete. Chandler e Ross vão a despedida de solteiro de Albert, primo de Chandler. Joey consegue um papel em um musical, mas ele sequer sabe sapatear.       |              | |                 |                                                                                                   |                         |                  |                             |
| 61 | 13           | "The One Where Monica and Richard are Just Friends" "Aquele em que Monica e Richard são Amigos"    | Robby Benson    | Michael Borkow                                                                                    | 30 de janeiro de 1997   | 465265           | 28,0                        |
| Monica se encontra com Richard em uma locadora de videos e eles acabam saindo como amigos. Rachel e Joey leem o livro favorito um do outro para ver qual é o melhor. |              | |                 |                                                                                                   |                         |                  |                             |
| 62 | 14           | "The One with Phoebe's Ex-Partner" "Aquele com a ex-Parceira de Phoebe"                            | Robby Benson    | Wil Calhoun                                                                                       | 6 de fevereiro de 1997  | 465266           | 28,9                        |
| A antiga parceira de Phoebe toca no Central Perk. Ross vai a um seminário de moda com Rachel, mas acaba dormindo durante a palestra. O terceiro mamilo de Chandler se torna um empecilho no seu relacionamento com Ginger.                                                                             |              | |                 |                                                                                                   |                         |                  |                             |
| 63 | 15           | "The One Where Ross and Rachel Take a Break" "Aquele em que Ross e Rachel dão um Tempo"            | James Burrows   | Michael Borkow                                                                                    | 13 de fevereiro de 1997 | 465263           | 27,3                        |
| Phoebe começa a sair com um diplomata, mas ela precisa de um tradutor para falar por ela. Sem conseguir lidar mais com o ciúmes de Ross, Rachel pede tempo. |              | |                 |                                                                                                   |                         |                  |                             |
| 64 | 16           | "The One the Morning After" "Aquele da Manhã Seguinte"                                             | James Burrows   | David Crane e Marta Kauffman                                                                      | 20 de fevereiro de 1997 | 465264           | 28,3                        |
| Rachel quer voltar atrás na sua decisão de dar um tempo com Ross, até descobrir o que ele fez na noite anterior. |              | |                 |                                                                                                   |                         |                  |                             |
| 65 | 17           | "The One Without the Ski Trip" "Aquele sem a Viagem Para Esquiar"                                  | Sam Simon       | Shana Goldberg-Meehan e Scott Silveri                                                             | 6 de março de 1997      | 465267           | 25,8                        |
| A briga de Ross e Rachel faz com que a turma tente se divertir com eles, separadamente. Rachel convida todos, exceto Ross, para ir esquiar no fim de semana. Eles ficam trancados do lado de fora do carro, numa parada de descanso. . Ross vai socorrê-las, mas fica preso, porque sua bateria acaba. |              | |                 |                                                                                                   |                         |                  |                             |
| 66 | 18           | "The One with the Hypnosis Tape" "Aquele com a Fita de Hipnose"                                    | Robby Benson    | Seth Kurland                                                                                      | 13 de março de 1997     | 465269           | 28,1                        |
| Phoebe fica meio atônita quando seu irmão se prepara para casar com uma mulher duas vezes mais velha que ele. Enquanto trabalha como garçonete, Monica ganha uma pequena fortuna como gorjeta de um admirador. Uma fita de hipnose faz com que Chandler aja como uma mulher.                           |              | |                 |                                                                                                   |                         |                  |                             |
| 67 | 19           | "The One with the Tiny T-Shirt" "Aquele da Camiseta Minúscula"                                     | Terry Hughes    | Adam Chase                                                                                        | 27 de março de 1997     | 465268           | 23,7                        |
| Rachel sai para seu primeiro encontro desde que terminou com Ross. Monica sai com Pete, apesar de ainda não estar atraída por ele. |              | |                 |                                                                                                   |                         |                  |                             |
| 68 | 20           | "The One with the Dollhouse" "Aquele da Casa de Bonecas"                                           | Terry Hughes    | Wil Calhoun                                                                                       | 3 de abril de 1997      | 465270           | 24,4                        |
| Joey acredita que encontrou seu verdadeiro amor. A chefe de Rachel sai com Chandler, criando grandes problemas para ela. Monica ganha uma casa de bonecas como herança. |              | |                 |                                                                                                   |                         |                  |                             |
| 69 | 21           | "The One with a Chick and a Duck" "Aquele com o Pintinho e o Pato"                                 | Michael Lembeck | Chris Brown                                                                                       | 17 de abril de 1997     | 465271           | 23,2                        |
| Quando Pete compra um restaurante, Monica precisa decidir se é melhor aceitar ou não sua oferta de trabalho lá. Ross ajuda Rachel com um machucado em vez de ser entrevistado para a televisão. Joey e Chandler adotam um pato e um pintinho.                                                          |              | |                 |                                                                                                   |                         |                  |                             |
| 70 | 22           | "The One with the Screamer" "Aquele do Grito"                                                      | Peter Bonerz    | Shana Goldberg-Meehan e Scott Silveri                                                             | 24 de abril de 1997     | 465272           | 22,6                        |
| Ross acha que o cara com quem Rachel está saindo é louco. Joey se apaixona por Kate, mas quando ela recebe uma oferta de trabalho em Los Angeles, ela a aceita. Participação especial de Ben Stiller.                                                                                                  |              | |                 |                                                                                                   |                         |                  |                             |
| 71 | 23           | "The One with Ross's Thing" "Aquele da Coisa de Ross"                                              | Shelley Jensen  | Ted Cohen & Andrew Reich                                                                          | 1 de maio de 1997       | 465274           | 24,2                        |
| Ross descobre uma coisa estranha crescendo nas suas nádegas. Phoebe não consegue escolher entre dois rapazes com quem está saindo. O namorado de Monica a surpreende ao não lhe propor casamento. |              | |                 |                                                                                                   |                         |                  |                             |
| 72 | 24           | "The One with the Ultimate Fighting Champion" "Aquele com o Campeão de Vale Tudo"                  | Robby Benson    | História por : Pang-Ni Landrum e Mark Kunerth Roteiro por : Shana Goldberg-Meehan e Scott Silveri | 8 de maio de 1997       | 465273           | 23,1                        |
| Para o horror de Monica, Pete planeja participar de um torneio de vale tudo. Phoebe ajeita para Ross um encontro com uma amiga que costumava ser careca. |              | |                 |                                                                                                   |                         |                  |                             |
| 73 | 25           | "The One at the Beach" "Aquele na Praia"                                                           | Pamela Fryman   | História por : Pang-Ni Landrum e Mark Kunerth Roteiro por : Adam Chase                            | 15 de maio de 1997      | 465275           | 28,8                        |
| Os amigos vão para a praia. Phoebe encontra uma amiga de família que está ligada ao seu misterioso passado. Ross descobre que Rachel ainda o ama. |              | |                 |                                                                                                   |                         |                  |                             |

## Audiência
| Nº na série | Nº na temporada | Episódio                                             | Exibição                | Horário (EST)        | Rating/Share (18–49) | Espectadores (m) | Posição na semana | Ref.  |
| ----------- | --------------- | ---------------------------------------------------- | ----------------------- | -------------------- | -------------------- | ---------------- | ----------------- | ----- |
| 49          | 1               | "The One with the Princess Leia Fantasy"             | 19 de setembro de 1996  | Quintas-feiras 20:00 | 16.7/31              | 26.8             | 3                 | [ 3 ] |
| 50          | 2               | "The One Where No One's Ready"                       | 26 de setembro de 1996  | Quintas-feiras 20:00 | 18.4/31              | 26.7             | 4                 | [ 3 ] |
| 51          | 3               | "The One with the Jam"                               | 3 de outubro de 1996    | Quintas-feiras 20:00 | 17.3/30              | 25.2             | 6                 | [ 3 ] |
| 52          | 4               | "The One with the Metaphorical Tunnel"               | 10 de outubro de 1996   | Quintas-feiras 20:00 | 18.0/30              | 26.1             | 5                 | [ 3 ] |
| 53          | 5               | "The One with Frank Jr."                             | 17 de outubro de 1996   | Quintas-feiras 20:00 | 16.1/26              | 23.3             | 5                 | [ 3 ] |
| 54          | 6               | "The One with the Flashback"                         | 31 de outubro de 1996   | Quintas-feiras 20:00 | 16.0/28              | 23.3             | 5                 | [ 3 ] |
| 55          | 7               | "The One with the Race Car Bed"                      | 7 de novembro de 1996   | Quintas-feiras 20:00 | 18.0/29              | 27.4             | 4                 | [ 3 ] |
| 56          | 8               | "The One with the Giant Poking Device"               | 14 de novembro de 1996  | Quintas-feiras 20:00 | 18.8/30              | 28.7             | 4                 | [ 3 ] |
| 57          | 9               | "The One with the Football"                          | 21 de novembro de 1996  | Quintas-feiras 20:00 | 19.0/30              | 29.3             | 5                 | [ 3 ] |
| 58          | 10              | "The One Where Rachel Quits"                         | 12 de dezembro de 1996  | Quintas-feiras 20:00 | 16.1/27              | 25.1             | 4                 | [ 3 ] |
| 59          | 11              | "The One Where Chandler Can't Remember Which Sister" | 9 de janeiro de 1997    | Quintas-feiras 20:00 | 19.4/29              | 29.8             | 2                 | [ 3 ] |
| 60          | 12              | "The One Where Monica and Richard Are Just Friends"  | 16 de janeiro de 1997   | Quintas-feiras 20:00 | 19.4/29              | 29.6             | 4                 | [ 3 ] |
| 61          | 13              | "The One with All the Jealousy"                      | 30 de janeiro de 1997   | Quintas-feiras 20:00 | 18.9/29              | 28.0             | 3                 | [ 3 ] |
| 62          | 14              | "The One with Phoebe's Ex-Partner"                   | 6 de fevereiro de 1997  | Quintas-feiras 20:00 | 19.0/30              | 28.9             | 3                 | [ 3 ] |
| 63          | 15              | "The One Where Ross and Rachel Take a Break"         | 13 de fevereiro de 1997 | Quintas-feiras 20:00 | 18.3/29              | 27.3             | 4                 | [ 3 ] |
| 64          | 16              | "The One The Morning After"                          | 20 de fevereiro de 1997 | Quintas-feiras 20:00 | 18.6/29              | 28.3             | 5                 | [ 3 ] |
| 65          | 17              | "The One Without the Ski Trip"                       | 6 de março de 1997      | Quintas-feiras 20:00 | 17.5/29              | 25.8             | 2                 | [ 3 ] |
| 66          | 18              | "The One with the Hypnosis Tape"                     | 13 de março de 1997     | Quintas-feiras 20:00 | 18.7/30              | 28.1             | 2                 | [ 3 ] |
| 67          | 19              | "The One with the Tiny T-Shirt"                      | 27 de março de 1997     | Quintas-feiras 20:00 | 16.0/28              | 23.7             | 3                 | [ 3 ] |
| 68          | 20              | "The One with the Dollhouse"                         | 3 de abril de 1997      | Quintas-feiras 20:00 | 16.3/28              | 24.4             | 4                 | [ 3 ] |
| 69          | 21              | "The One with a Chick And a Duck"                    | 17 de abril de 1997     | Quintas-feiras 20:00 | 16.0/28              | 23.2             | 3                 | [ 3 ] |
| 70          | 22              | "The One with the Screamer"                          | 24 de abril de 1997     | Quintas-feiras 20:00 | 15.5/27              | 22.6             | 5                 | [ 3 ] |
| 71          | 23              | "The One with Ross's Thing"                          | 1 de maio de 1997       | Quintas-feiras 20:00 | 16.6/29              | 24.2             | 5                 | [ 3 ] |
| 72          | 24              | "The One with the Ultimate Fighting Champion"        | 8 de maio de 1997       | Quintas-feiras 20:00 | 15.6/27              | 23.1             | 4                 | [ 3 ] |
| 73          | 25              | "The One at the Beach"                               | 15 de maio de 1997      | Quintas-feiras 20:00 | 16.5/29              | 28.8             | 4                 | [ 3 ] |